# Sarijnenhove
De Sarijnenhove is een monumentale hoeve met herenkamer in de Nederlandse plaats Vlaardingen, provincie Zuid-Holland. De hoeve ligt in de Aalkeet-Binnenpolder, in de buurtschap Zuidbuurt.

## Geschiedenis
De hoeve is gebouwd in een veengebied dat vanaf de 13e eeuw werd ontgonnen, nadat de aanleg van de Maasdijk het gebied had beschermd tegen overstromingen vanuit zee. Dergelijke ontginningen van woeste gronden werden doorgaans door de Hollandse graven in gang gezet: zij gaven de gebieden in leen uit, waarna de leenmannen de gronden zelf ook weer in leen uitgeven. In de Aalkeet-Binnenpolder waren het de heren Van Hodenpijl die op deze manier gronden in leen uitgaven, en op een van die gronden werd de Sarienhove gebouwd. De oudste vermelding van deze hoeve in het leenregister van Hodenpijl dateert uit de 14e eeuw.

### Familie Boogaert
In de 17e eeuw kwam de Sarijnenhove in bezit van de familie Boogaert uit Delft. Rijke stedelingen belegden in die tijd hun kapitaal steeds meer op het platteland door gronden en boerderijen aan te kopen, die ze vervolgens weer verpachtten. Het was gebruikelijk om zo’n boerderij te voorzien van een herenkamer waarin de eigenaar in luxe kon verblijven tijdens een bezoek; de boer en zijn gezin bewoonden dan het achterste deel van de boerderij.
Het 16e-eeuwse voorhuis van de Sarijnenhove werd in 1644 door de advocaat Nicolaas Boogaert (1605-1654) uitgebreid met een herenkamer. Nicolaas had de hoeve waarschijnlijk in 1639 geërfd van zijn moeder Margaretha van Beresteijn. Hij bekleedde diverse functies in Delft, zoals schepen en burgemeester. Na het overlijden van Nicolaas in 1654 bleef de hoeve in bezit van zijn vrouw Eva Briel, maar toen zij vijf jaar later overleed werd de nalatenschap verdeeld onder de kinderen. De Sarijnenhove kwam in bezit van Adriaen (1634-1708), hun tweede zoon.
Adriaen trad in de voetsporen van zijn vader: hij studeerde rechten en vervulde daarna in Delft de functies van schepen en burgemeester. Daarnaast werd hij onder andere bewindhebber van de VOC en dijkgraaf. Adriaen trouwde met de welgestelde Anna Briel van Welhouck (1639-1688), met wie hij acht kinderen zou krijgen.

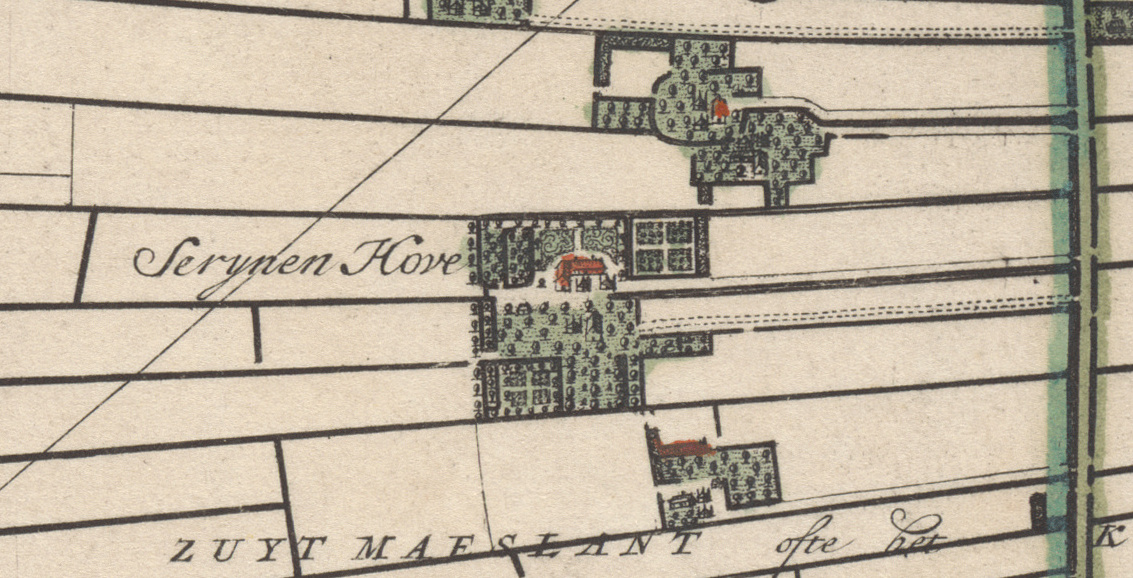
De Sarijnenhove op een kaart uit 1712. Rondom het huis is een formele tuin aangelegd.

Na Adriaens overlijden in 1708 duurde het tot 1713 voordat de boedel werd verdeeld onder de zes nog levende kinderen. De Sarijnenhove ging naar de twee dochters Adriana Margaretha en Anna Maria (1674-1761). Al snel verkreeg Anna Maria ook het deel van haar zus, zodat de gehele hoeve in haar bezit kwam. Anna Maria was gehuwd met mr. Dirk Groenewegen van der Made (1646-1731).

### Familie Van Anckeren
In de jaren 30 van de 18e eeuw was de Sarijnenhove in bezit van de familie Van Anckeren. Kennelijk had Anna Maria Bogaert de hoeve aan hen verkocht, in ieder geval vóór 1734: in dat jaar maakte zij namelijk haar testament op en de hoeve kwam daar niet meer in voor. De nieuwe eigenaar was Jacob van Anckeren (1686-1762), een rijke bierbrouwer uit Delft. Hij en zijn gezin gebruikten de Sarijnenhove als zomerverblijf. In 1762 erfde dochter Agneta de hoeve. Zij zou de hoeve tot aan haar overlijden in 1810 blijven gebruiken als buitenhuis.

### Verkoop

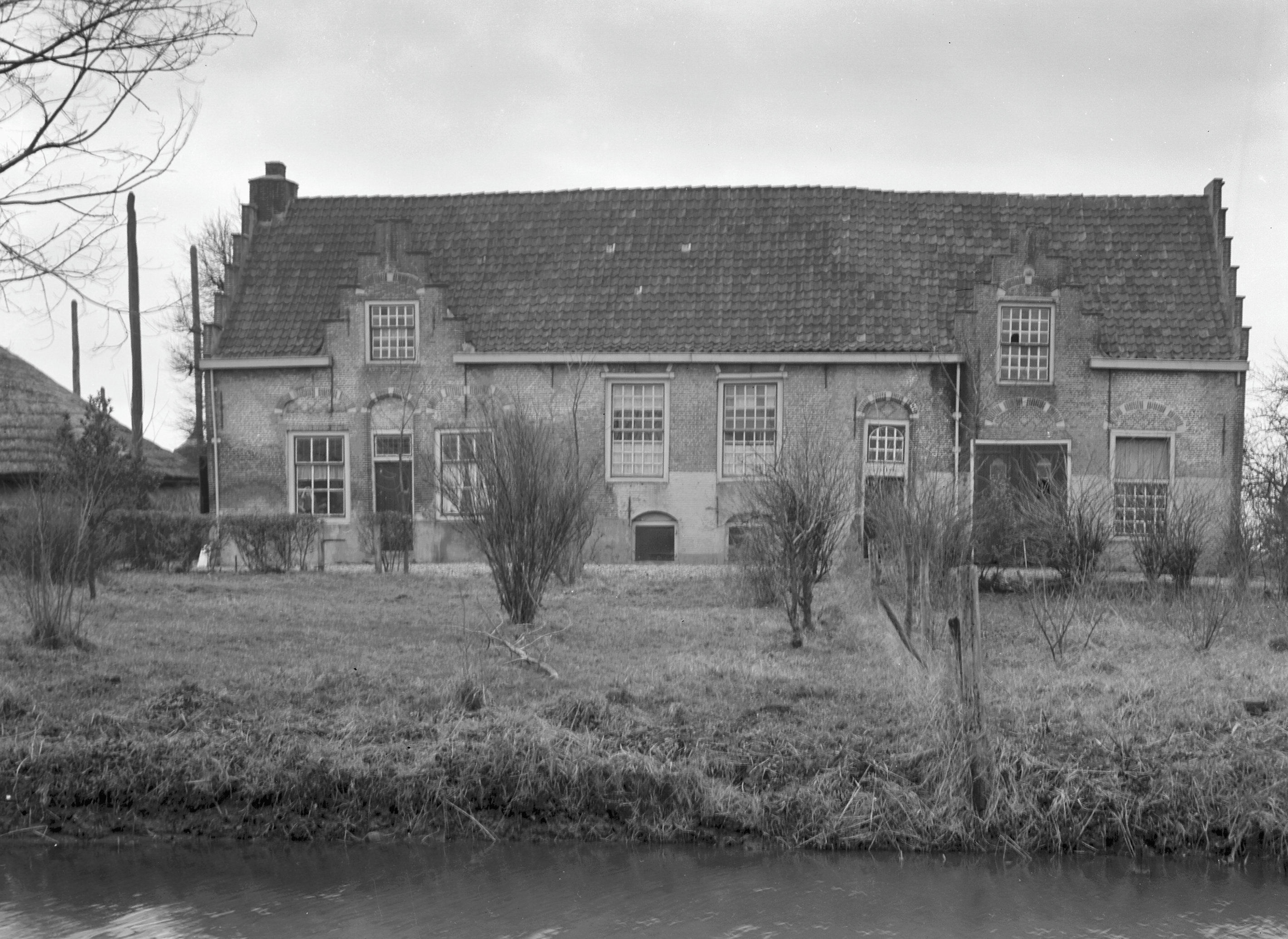
De hoeve in de 20e eeuw. De herenkamer (rechts op de foto) is dan nog een wagenschuur met grote toegangsdeuren.

De hoeve werd geërfd door Agneta’s dochter Jacoba Louisa, die was getrouwd met Jan Hubrecht Lentfrink, een Rotterdamse notaris. De familie Lentfrink had waarschijnlijk geen behoefte meer aan de Sarijnenhove als buitenverblijf en verkochten de boerderij aan de toenmalige pachter. Omdat de hoeve nu volledig gebruikt werd als boerderij, werd de herenkamer verbouwd tot wagenschuur: hiervoor werd een venster uitgebroken, zodat er ruimte kwam voor grote toegangsdeuren.

### Restauratie
In de jaren 80 van de 20e eeuw kocht de Stichting Beheer Landbouwgronden de hoeve aan, waarna zij werd onttrokken aan de agrarische bestemming en verkocht aan particulieren. Zij restaureerden in de jaren 1989-1994 de boerderij en brachten de herenkamer weer terug in de oorspronkelijke staat.

## Beschrijving
De Sarijnenhove is gesticht op een hoger gelegen geulafzetting in het veen. De huidige hoeve heeft een L-vormige plattegrond en bestaat uit een langgerekt voorhuis met dwars daarop het woongedeelte voor de pachter en de schuur. Het oudste deel van de boerderij dateert uit eind 16e eeuw: ook toen was het voorhuis al rijkelijk voorzien van allerlei versieringen in het metselwerk, zoals ontlastingsbogen. In 1644 liet eigenaar Nicolaes Boogaart het oorspronkelijke voorhuis uitbreiden in westelijke richting. Dit nieuwe gedeelte kreeg op de begane grond een verwarmde herenkamer, met aan de buitenzijde een eigen entree. Verder waren er nog een slaapkamer en een bergingskamer. Vanuit de nieuwe aanbouw was het mogelijk de opkamer van het oude voorhuis te bereiken.
Aan beide zijden van het voorhuis zijn trapgevels aangebracht, net als bij de dakkapellen aan de voorzijde. Tussen de trapgevels is een zadeldak aanwezig. Er was ook een achterhuis, maar dat is uiteindelijk afgebroken.
Begin 18e eeuw was de hoeve omgeven door een formele tuin. Hiervan zijn geen restanten bewaard gebleven.